# George Crum (Dirigent)
George Crum (* 26. Oktober 1926 in Providence/Rhode Island, USA; † 8. September 2007 in Newmarket/Ontario) war ein kanadischer Dirigent und Pianist.

## Leben
Crum kam im Alter von drei Jahren nach Kanada und besuchte die Trinity College School in Port Hope, wo er von 1938 bis 1942 Klavierunterricht bei Edmund Cohu hatte. Er setzte seine Ausbildung bei Elsie Bennett und Mona Bates fort und debütierte 1943 als Pianist im Arts and Letters Club von Toronto. Am Konservatorium der Stadt studierte er Musiktheorie und Instrumentation bei Barbara Pentland und Ettore Mazzoleni sowie Korrepetition und Dirigieren bei Herman Geiger-Torel und Nicholas Goldschmidt, dessen Assistent er war.
Er war Leiter des Chores der Royal Conservatory Opera School, mit dem er 1948 als Dirigent debütierte, und von 1948 bis 1951 Dirigent der Company der Schule. Während der 1950er Jahre arbeitete er als Chorleiter bei der CBC. 1951 wurde er auf Vermittlung von Celia Franca Chefdirigent und musikalischer Leiter des National Ballet of canada. Er hatte die Stelle bis 1984 inne und leitete in dieser Zeit Aufführungen wie Romeo and Juliet (1966, ausgezeichnet mit dem Prix René Barthélemy) sowie Cinderella und The Sleeping Beauty, die 1970 bzw. 1973 einen Emmy Award erhielten. 1972 wurde er für seine Verdienste um das kanadische Ballett mit dem Celia Award ausgezeichnet.
Nach 1984 leitete er das National Ballet noch gelegentlich als Gastdirigent, so anlässlich der Feier von Karen Kains zwanzigjährigem Bühnenjubiläum 1988, der Abschiedsvorstellung Veronica Tennants in Romeo and Juliet 1989 und bei der Gala zum vierzigjährigen Bestehen der Company 1990.
Daneben leitete er als Gastdirigent Opernaufführungen bei der CBC (u. a. 1952 den Don Giovanni als erste komplette Ausstrahlung einer Oper in Nordamerika), war 1952 Korrepetitor bei den Salzburger Festspielen unter Wilhelm Furtwängler und dirigierte 1969 bei der Eröffnung des National Arts Centre. 1980 nahm er als kanadischer Kulturbotschafter an den Zeremonien zur Amtseinführung des Präsidenten Miguel de la Madrid in Mexiko teil. Er wirkte auch als Dirigent beim New York's Joffrey Ballet und Mexico City's Ballet Teatro, schrieb Arrangements von Klavierwerken Chopins, Schumanns und Beethovens und eigene Kompositionen. Seit 1951 war er mit der Sopranistin Patricia Snell verheiratet.